# Union Parish
Das Union Parish (französisch Paroisse de l'Union) ist ein Parish im Bundesstaat Louisiana der Vereinigten Staaten. Im Jahr 2020 hatte das Parish 21.107 Einwohner und eine Bevölkerungsdichte von 9,3 Einwohner pro Quadratkilometer. Der Verwaltungssitz (Parish Seat) ist Farmerville.

## Geographie
Das Parish liegt im Norden von Louisiana, grenzt an Arkansas und hat eine Fläche von 2345 Quadratkilometern, wovon 72 Quadratkilometer Wasserfläche sind.
Das größte Gewässer im Union Parish ist der Lake D’Arbonne, ein Stausee westlich von Farmerville.
An das Union Parish grenzen folgende Parishes und Countys:
| Union County (Arkansas) |  | Ashley County (Arkansas) |
| Claiborne Parish        |  | Morehouse Parish         |
| Lincoln Parish          |  | Ouachita Parish          |

## Geschichte
Das Union Parish wurde 1839 aus Teilen des Ouachita Parish gebildet.
Zehn Bauwerke und Stätten des Parish sind im National Register of Historic Places eingetragen (Stand 10. November 2017).

## Demografische Daten

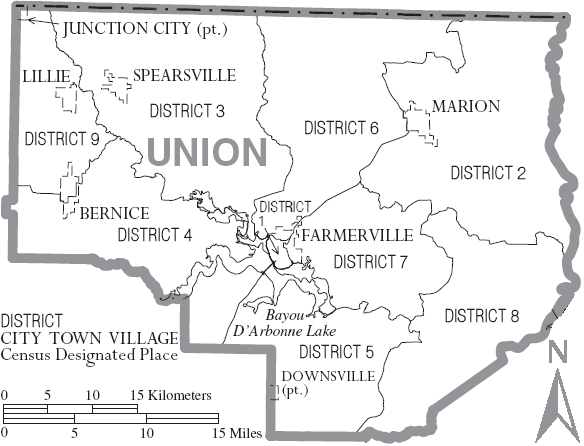
Karte des Union Parishes

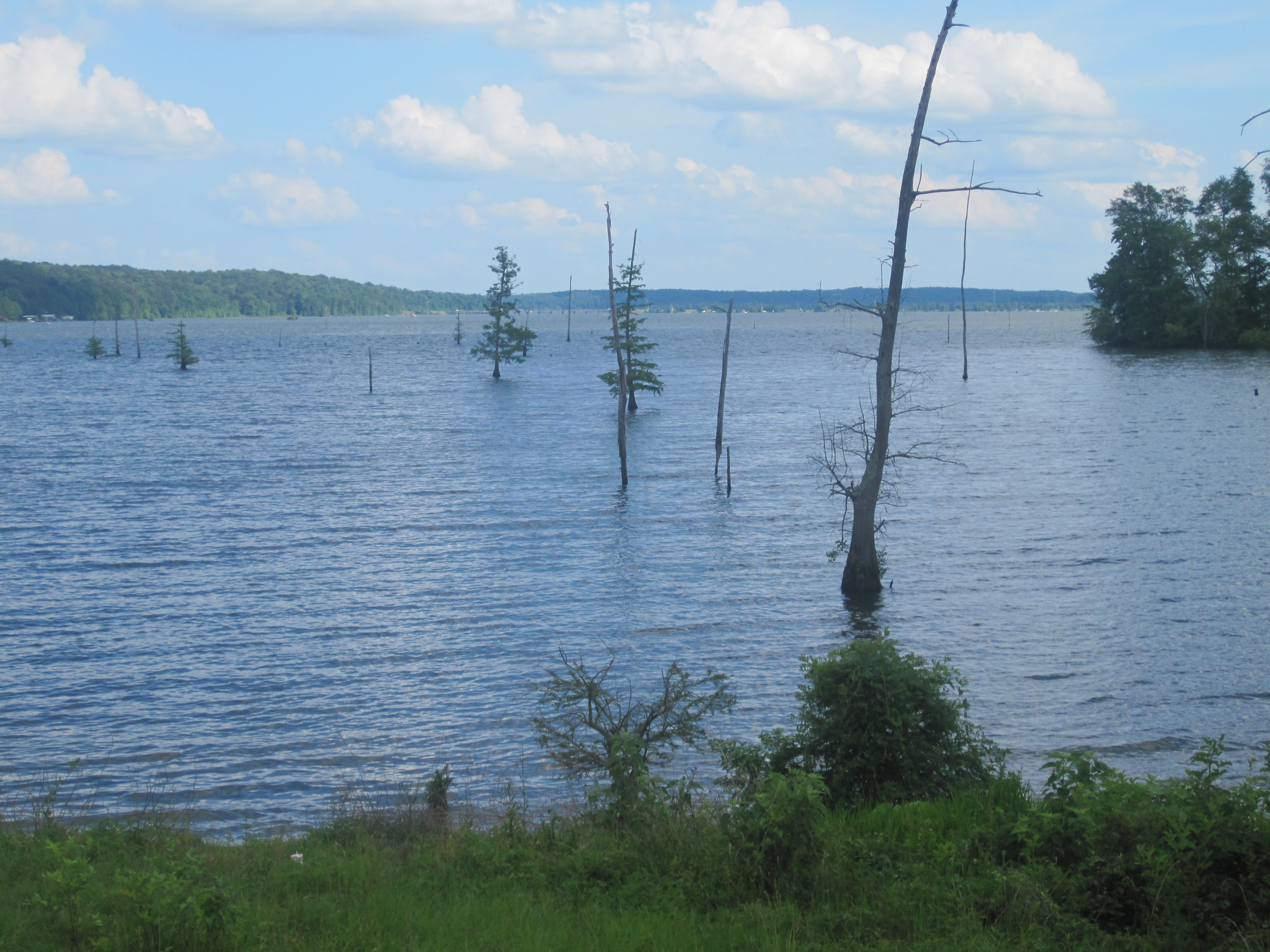
Lake Darbonne

Nach der Volkszählung im Jahr 2000 lebten im Union Parish 22.803 Menschen in 8.857 Haushalten und 6.412 Familien. Die Bevölkerungsdichte betrug 10 Einwohner pro Quadratkilometer. Ethnisch betrachtet setzte sich die Bevölkerung zusammen aus 69,79 Prozent Weißen, 27,95 Prozent Afroamerikanern, 0,19 Prozent amerikanischen Ureinwohnern, 0,26 Prozent Asiaten, 0,05 Prozent Bewohnern aus dem pazifischen Inselraum und 1,26 Prozent aus anderen ethnischen Gruppen; 0,50 Prozent stammten von zwei oder mehr Ethnien ab. 2,02 Prozent der Bevölkerung waren spanischer oder lateinamerikanischer Abstammung, die verschiedenen der genannten Gruppen angehörten.
Von den 8.857 Haushalten hatten 31,3 Prozent Kinder und Jugendliche unter 18 Jahre, die bei ihnen lebten. 55,3 Prozent waren verheiratete, zusammenlebende Paare, 13,7 Prozent waren allein erziehende Mütter, 27,6 Prozent waren keine Familien, 24,9 Prozent waren Singlehaushalte und in 11,0 Prozent lebten Menschen im Alter von 65 Jahren oder darüber. Die Durchschnittshaushaltsgröße betrug 2,52 und die durchschnittliche Familiengröße lag bei 3,01 Personen.
Auf das gesamte Parish bezogen setzte sich die Bevölkerung zusammen aus 25,7 Prozent Einwohnern unter 18 Jahren, 9,1 Prozent zwischen 18 und 24 Jahren, 26,5 Prozent zwischen 25 und 44 Jahren, 23,8 Prozent zwischen 45 und 64 Jahren und 14,9 Prozent waren 65 Jahre alt oder darüber. Das Durchschnittsalter betrug 37 Jahre. Auf 100 weibliche kamen statistisch 94,5 männliche Personen. Auf 100 Frauen im Alter von 18 Jahren oder darüber kamen 90,9 Männer.
Das jährliche Durchschnittseinkommen eines Haushalts betrug 29.061 USD, das Durchschnittseinkommen der Familien betrug 36.035 USD. Männer hatten ein Durchschnittseinkommen von 30.494 USD, Frauen 21.070 USD. Das Prokopfeinkommen betrug 14.819 USD. 14,3 Prozent der Familien 18,6 Prozent der Bevölkerung lebten unterhalb der Armutsgrenze. Davon waren 25,6 Prozent Kinder oder Jugendliche unter 18 Jahre und 17,7 Prozent waren Menschen über 65 Jahre.

## Orte im Parish
- Bemis
- Bernice
- Canbeal
- Cecil
- Conway
- Copley
- D’Arbonne
- De Loutre
- Dean
- Downsville1
- Farmerville
- Gravel
- Haile
- Hunt
- Junction City2
- Laran
- Lillie
- Linville
- Litroe
- Loch Lomond
- Lockhart
- Loco
- Marion
- Mount Union
- Oakland
- Ouachita City
- Point
- Quigley
- Randolph
- Rocky Branch
- Rum Center
- Sadie
- Shiloh
- Smurney
- Spearsville
- Spencer
- Taylortown
- Truxno
- Upco
- Weldon
- Wilhite

1 – teilweise im Lincoln Parish

2 – teilweise im Claiborne Parish